# Emma Dobigny
Marie Emma Thuilleux, plus connue sous le nom d'Emma Dobigny, née le 21 janvier 1851 à Montmacq et morte le 1er avril 1925 à Paris, est un modèle qui a posé pour de célèbres peintres dont Edgar Degas, Pierre Puvis de Chavannes et Jean-Baptiste Camille Corot.

## Biographie
Malgré le fait que ce modèle soit représenté sur de nombreuses toiles par de grands peintres, sa vie privée à longtemps été inconnue. Seule une année de naissance, de décès et les dates de ses poses pour Corot, Puvis de Chavannes ou Degas étaient trouvables dans des monographies, catalogues ou dictionnaires. La majorité des informations sur sa vie privée et professionnelle ont été regroupées et mises au jour par deux employés de la mairie de Montmacq, ville d'origine d'Emma Dobigny : Laurence Gosse et Rosine Bonaglio .

### Famille et enfance
Marie Emma Thuilleux est la fille de Pierre Paul Thuilleux et Louise Stéphanie Caron, qui tiennent un cabaret. Aucune source ne prouve qu'elle ait été scolarisée. On sait en revanche qu'Emma a quitté très jeune Montmacq pour monter à Paris avec sa mère et travailler en tant que modèle. Toutes deux apparaissent bien dans les recensements de 1851 et de 1856 du village mais pas dans celui de 1861 où figurent encore le père et un demi-frère. Après 1866, la trace de la famille Thuilleux disparait jusqu'en 1881. On ne sait pas si le couple a été séparé pour des raisons économiques ou sentimentales.

### Sa carrière en tant que modèle

#### Ses débuts
Emma et sa mère s'installent à Paris, vraisemblablement à Montmartre. Peut-être déjà au 20, rue Tholozé où l'on sait qu'Emma à longtemps vécu. La raison de ce départ pourrait être la suggestion du peintre Jean-Baptiste Camille Corot à la mère d'Emma, de faire travailler sa fille comme modèle. Le travail de modèle a mauvaise réputation mais est mieux rémunéré que celui d'ouvrier.
On ne sait pas exactement quand Emma prend le nom de Dobigny. Elle a choisi ce nom car sa mère s'était mariée en premières noces avec Augustin Dobigny. Ensemble ils ont eu deux fils, Augustin Désiré et Jules Arthur qui sont les demi-frères d'Emma. Augustin Dobigny est mort en 1848 et Louise s'est remariée deux ans plus tard avec Pierre Paul Thuilleux.

#### Modèle de Jean-Baptiste Camille Corot
Le premier tableau de Jean-Baptiste Camille Corot utilisant Emma comme modèle serait La Petite Fille curieuse dont la datation oscille entre 1860 et 1864. Emma aurait alors entre neuf et treize ans. Certains auteurs avancent qu'Emma aurait posé pour Paysages avec figures (aussi appelé La toilette, 1859), probablement que pour son visage.

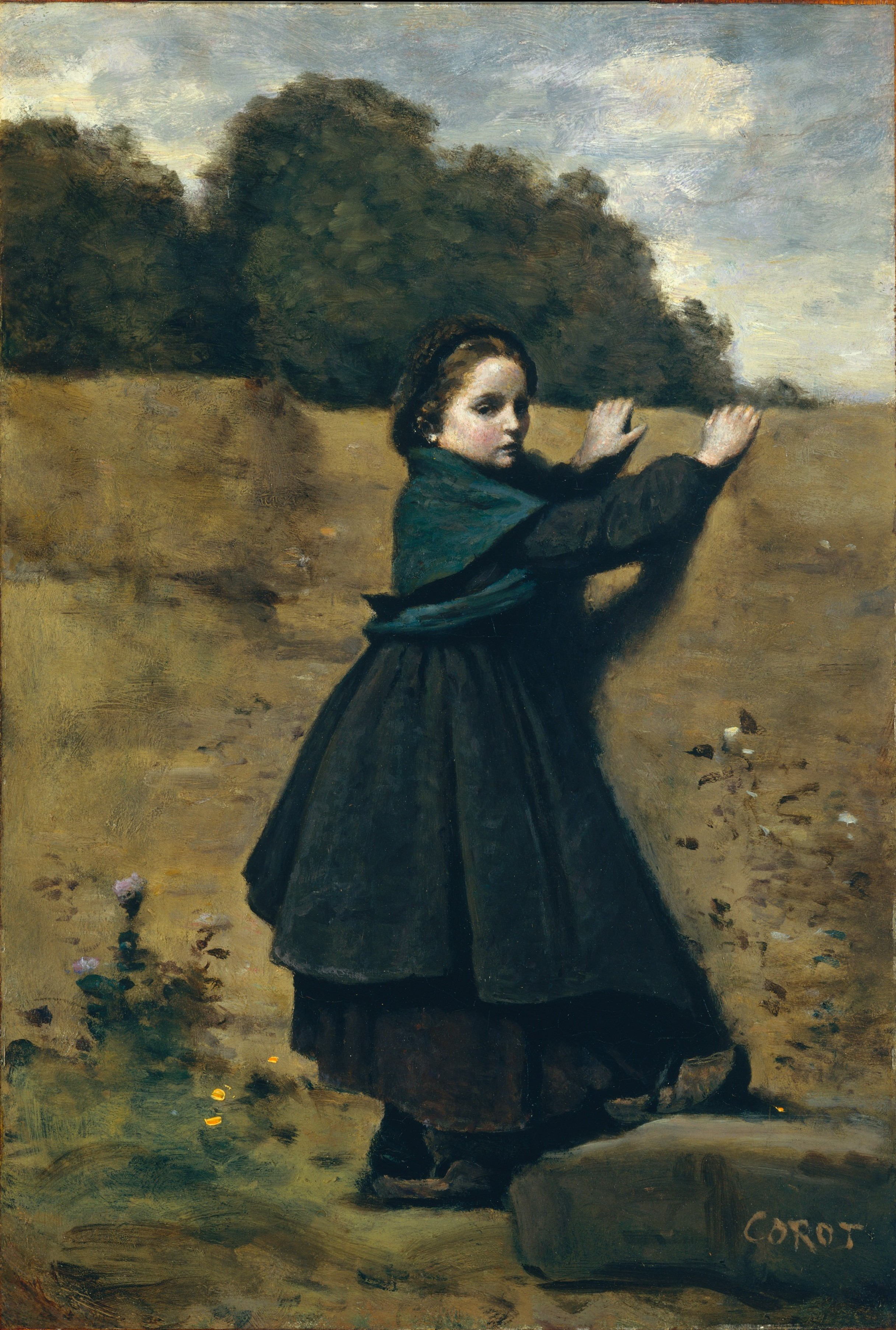
Jean Baptiste Camille Corot La petite fille curieuse, 1860-1864. Huile sur bois. Collection privée Walter H. et Leonore Annenberg.

Corot, jusque dans les années 1870, tient à dépersonnaliser ses modèles. Cela peut expliquer que l'on ne reconnaisse pas toujours ses modèles. Il utilise aussi des déguisements et accessoires. Ainsi Emma est successivement une muse (La Muse, 1865; Velléda, Muse des bois, 1868), un personnage de Don Juan de Byron (Haydée, 1870-1872), une lectrice (Liseuse dans la campagne [1870]), une Grecque (Jeune fille grecque à la fontaine,1865-1870). Elle pourrait avoir aussi posé pour La liseuse à la jupe de velours (1868) et pour L'Albanaise (1872).
Emma aurait été un modèle très « remuant », ce qui était apprécié par le peintre qui affirmait « Mais c'est justement cette mobilité que j'aime en elle. [...] Mon but c'est d'exprimer la vie, il me faut un modèle qui remue ».
Au cours des années 1870, Corot personnalise davantage ses modèles. Cela se remarque pour La Fille grecque (1870-1873), où Emma porte le costume grec qu'elle portait déjà pour Haydée ou pour la Fille grecque à la fontaine. Les traits de la jeune femme y sont parfaitement reconnaissables. C'est aussi le cas pour La Dame en bleu (1874).

#### Modèle d'Edgar Degas

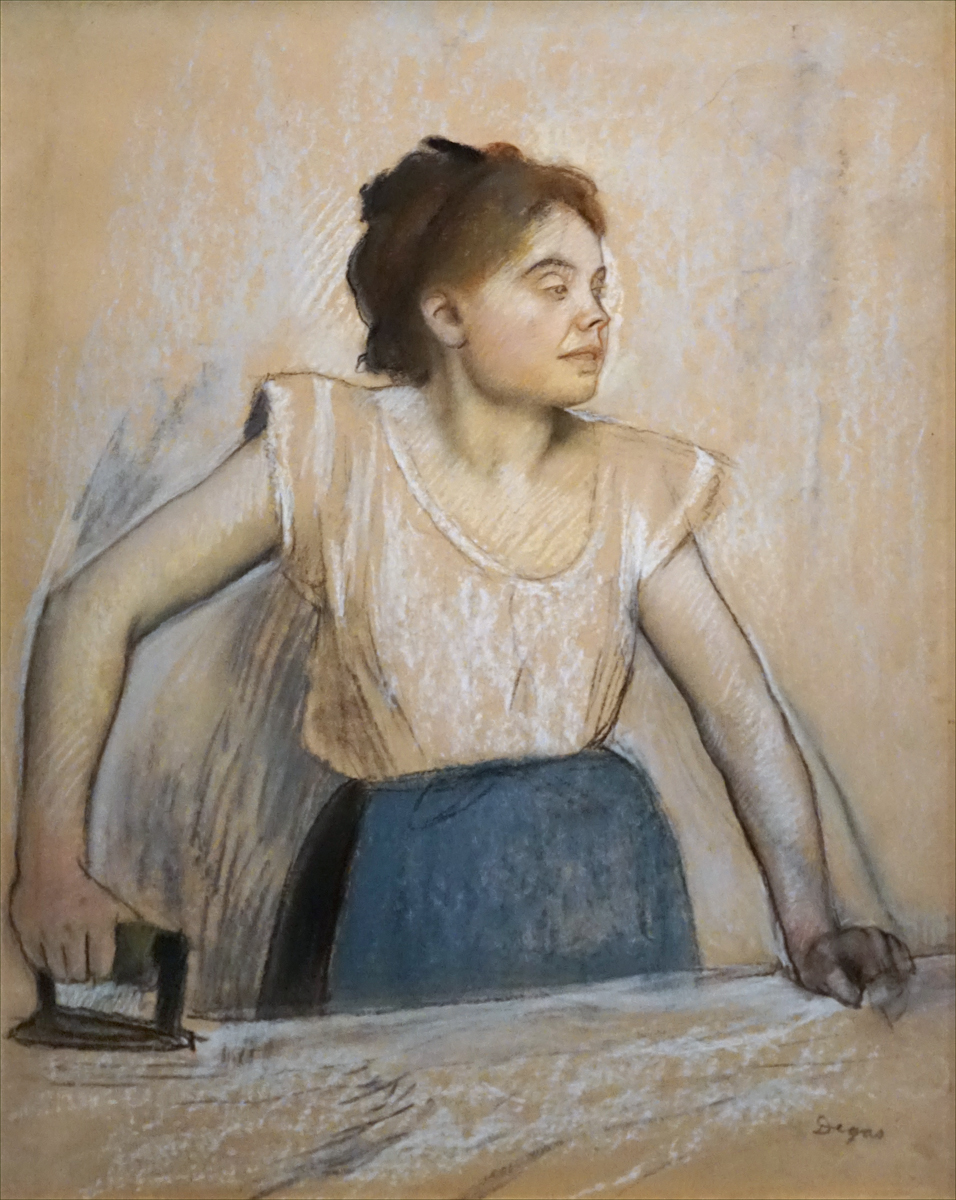
Edgar Degas La Repasseuse au Musee dOrsay. Pastel, fusain et craie blanche sur papier. Donation Antonin Personnaz.

Emme Dobigny a posé au moins cinq ans pour Edgar Degas, de 1866 à 1871. Pour certains auteurs, cela aurait même duré une vingtaine d'années, mais l'identification de son visage dans les œuvres de Degas postérieures à 1871 s'avère difficile. Le premier tableau connu semble être la Jeune femme à la blouse rouge (1866 ou 1868). Degas la représente dans des rôles divers : une lingère (La Repasseuse, 1869) ou encore une bourgeoise dans une scène de couple où elle pose avec l'écrivain Louis Edmond Duranty (La Bouderie, 1870). Emma semble avoir été douée pour incarner de multiples personnages.
Degas réalise également un portrait à son nom, Portrait d'Emma Dobigny (1869). Sur ce portrait, Emma pose de profil, les cheveux relevés et toute de bleu vêtue. Emma aurait été proche et le modèle préféré de Degas. Cela est affirmé notamment par l'historien de l'art Henry Loyrette . Des petits mots du maître atteste de son attachement : « Petite Dobigny, encore une autre séance et de suite si possible » (cité par Henry Loyrette). Un autre historien, Jill Berk Jiminez cite cet autre message : « Vous avez cessé de venir me voir, ma petite Dobigny. Pourtant, je n'ai pas enterré la plaque de ma rue, celle sur la porte indique toujours Fabrique de Bulles, et je ne prends pas ma retraite. Ce soir je garde la boutique ouverte jusqu'à six heures et demie. Essayez de me donner une séance ou deux. ».
En 2016, grâce à des procédés d'imagerie (synchrotron), des chercheurs australiens ont pu  reconstituer virtuellement et identifier le visage d'Emma caché derrière un autre portrait peint par l’impressionniste, le Portrait de femme (1876-1880) de Degas conservé à la National Gallery of Victoria, à Melbourne (Australie) . Pour l'historien Henry Loyrette, le portrait de surface, qui étrangement fut réalisé tête-bêche par rapport au premier, serait également une représentation d'Emma Dobigny : « Elle avait de beaux yeux noirs, une ligne de sourcils particulière. Sa physionomie était assez reconnaissable. ». Il ajoute que « Le maître la représente en jeune femme sensible, et elle était sans doute plus qu'un simple modèle pour lui. ».

#### Modèle de Pierre Puvis de Chavannes

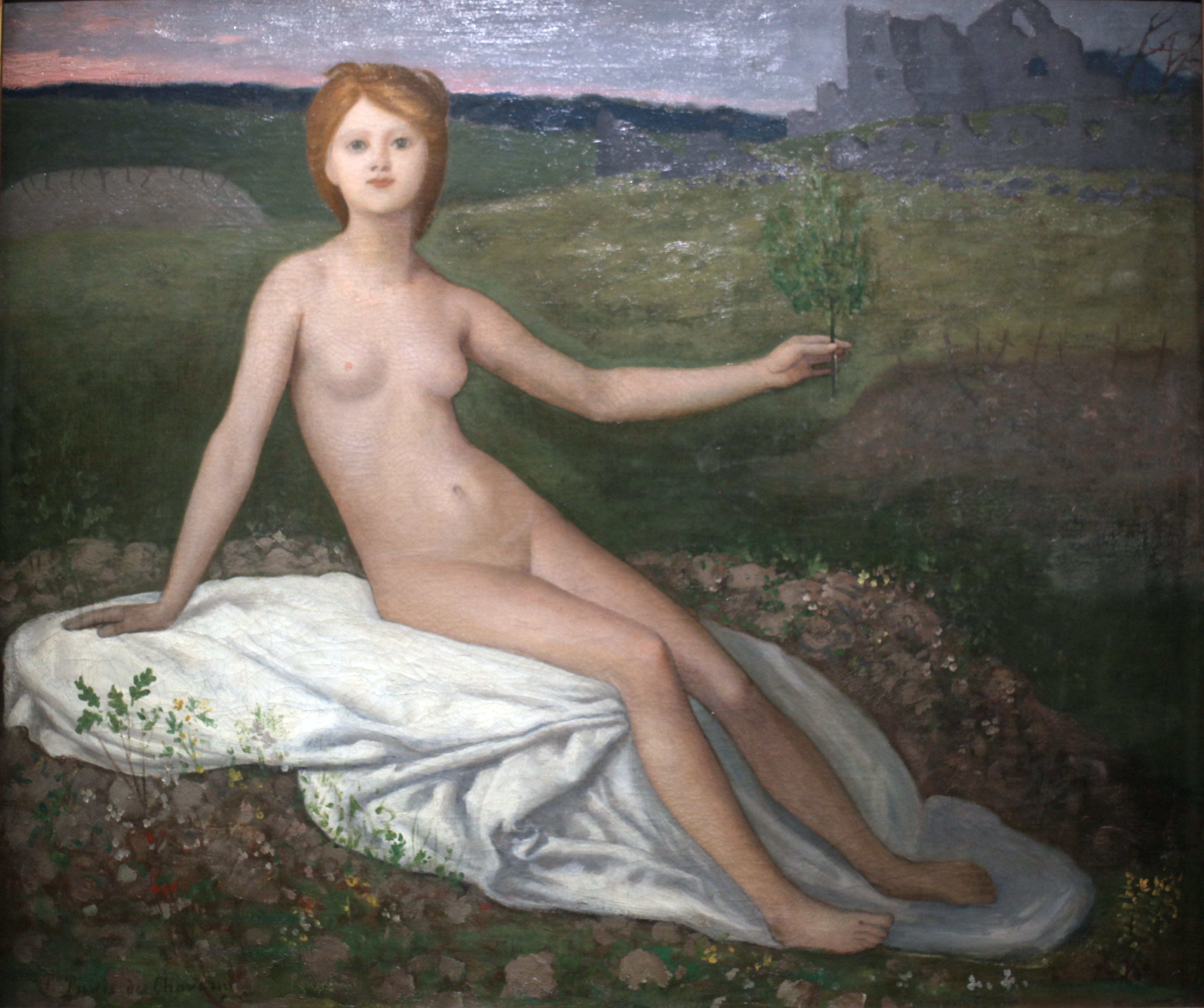
Pierre Puvis de Chavannes L'espérance (1871-1872) au Musée d'Orsay. Huile sur toile.

Emma Dobigny pose pour Pierre Puvis de Chavannes dès 1869. On connaît plusieurs dessins et esquisses et quelques tableaux du peintre représentant la jeune femme. Emma pose pour Le Ballon (1870) et Le Pigeon (1871). Le Ballon montre une femme vêtue de noir qui, du sommet du Mont Valérien, salue de la main un ballon s'apprêtant à franchir dans les airs des lignes ennemies. C'est cette même femme qui protège un pigeon voyageur des griffes d'un faucon dressé par l'ennemie pour intercepter les messages. Elle pose aussi pour L'espoir (1872), réalisé par le peintre en deux versions. La première et la plus grande se trouve à Baltimore et représente Emma comme une très jeune femme, presque une enfant, vêtue de blanc et portant un rameau d'olivier. La seconde version (1872), plus petite et conservée au musée d'Orsay, représente Emma nue, devant un paysage similaire.
Emma aurait conservé certaines œuvres du peintre toute sa vie ou presque. C'est le cas pour un fusain du maître, Le Dépassement du modèle, vendu en 1923 et d'une esquisse de L'Espoir (1872) retrouvée dans ses affaires après sa mort. De même, ont été retrouvées dans ses affaires des reproductions dédicacées par le maître à son modèle : un autoportrait de Pierre Puvis de Chavannes, la fresque de la Sorbonne, Le Bois sacré cher aux arts et aux muses (1884). Elle conserve aussi une photographie de peintre dans son atelier, ainsi qu'une reproduction du Ballon (1870) et du Pigeon (1871).

#### Modèle d'autres peintres
Emma Dobigny pose pour de nombreux autres peintres. On peut citer entre autres Jean-Jacques Henner. Dans son agenda, il note au 4 avril 1875 : « travaillé de bonne heure avec la petite Dobigny terminé la petite figure debout avec les bras sur la tète pour Mr Sédille ». Visible sur les esquisses, elle n'apparait pas sur la version finale de cette intitulée Naïades (1875).
D'après les documents trouvés dans la succession d'Emma Tuilleux, elle a posé en 1860, âgée de neuf ans, pour Pierre Lagarde, dans un tableau intitulé L'Idylle. Cette œuvre a appartenu à la princesse Mathilde, cousine de Napoléon III. Elle apparaît aussi dans un tableau de Jules Worms dans laquelle elle est représentée debout dans un escalier. Elle est aussi apparue dans un tableau de Jehan Georges Vibert, Le Départ des mariés : elle y serait l'amazone vêtue de rouge, derrière le cavalier.
Le peintre Henri Michel-Lévy l'a fait poser pour La Nourrice (date incertaine). Emma en a gardé une reproduction faite par l'artiste ainsi qu'un billet lui demandant de venir poser : « Ma chère E. Dobigny, Peux-tu venir demain mardi sinon je te retiens ton premier jour libre. Bien à toi. Michel Lévy. Si tu ne viens pas dis moi le jour que tu pourras ».
Eduardo Leòn Garrido a peint une Guitariste dont elle aurait été le modèle. Il a aussi réalisé vers 1911 un portrait d'Emma dans la soixantaine où elle ressemble fortement à sa mère, Louise Caron, peinte par Charles-Baptiste Schreiber en 1873. Elle conserva ces deux tableaux jusqu'à la fin de sa vie.
D'autres artistes n'ont pu être identifiés. Emma a conservé un tableau qui très probablement la prend pour sujet, assise en train de lire, un perroquet volant au-dessus d'elle. Ce tableau a longtemps été en possession de Robert Dirant et fut vendu à son décès. Elle figure également sur une autre toile d'un auteur inconnu, portant un chapeau à plumes et des boucles d'oreilles bleues entourées de diamants. Ces boucles d'oreilles ont été retrouvées chez elle, sans les diamants.

### Vie privée
Des nombreux aspects de la vie d'Emma Dobigny restent inconnus, notamment concernant sa vie sentimentale. Le seul indice est une carte postale retrouvée dans ses affaires, adressée à Mme Louis Flammery. Emma se faisait ainsi appeler du nom de son amant alors qu'ils vivaient ensemble dans le 10e arrondissement de Paris, rue Albouy (aujourd'hui rue Lucien-Sampaix).
Emma a vécu à l'aise financièrement durant une partie de sa vie. En 1883, elle fait l'acquisition d'une maison à Montmacq, son village natal. Il s'agirait d'une résidence secondaire car elle n'apparait sur aucun recensement. Elle la conservera dix ans. Elle élira tardivement domicile à la Villa Bleue, rue du Chariot d'Or, à Lagny-sur-Marne. Il semble que, deux ans avant sa mort, Emma ait dû faire face à des problèmes financiers. Après la disparition de son amant, Louis Flammery, le 27 octobre 1922, elle vend en 1923 une grosse partie de sa collection personnelle de tableaux et de dessins : une vingtaine d'œuvres de peintres mineurs (Gustave Piguet, Jean-Eugène Clary, Charles-Baptiste Schreiber) mais aussi un dessin au fusain de Pierre Puvis de Chavannes, Le dépassement du modèle, un autre de Jean-Baptiste Camille Corot, Paysage, trois de Degas, Chevaux à l'abreuvoir et deux repasseuses, un dessin de Fromentin et plusieurs œuvres de Henner. Apparaît également dans cette vente des œuvres de Cormon, mais on ignore si elle a posé pour lui.
Vieillissante et malade, Emma est recueillie par une payse, Alfréda Debourges, directrice d'école au 15, rue de Domrémy dans le 13e arrondissement de Paris. C'est là que, souffrant peut-être de diabète, Emma décède le 1er avril 1925. Elle est enterrée avec sa mère au cimetière du Père Lachaise, dans la 85e division, sous une pierre tombale qu'elle a souhaité du même modèle que celle de Louis Flammery, qui est enterré à quelques mètres, dans la 91e division.
Dans son testament, elle fait d'Alfréda Debourges sa légataire universelle. Au décès de celle-ci, c'est son filleul, Robert Dirant, qui hérite de ces biens, notamment de la Villa Bleue dans laquelle se trouvaient des affaires personnelles d'Emma, ainsi que quelques peintures.

## Les œuvres représentants Emma Dobigny
- Edgar Degas :
  - Jeune femme à la blouse rouge, 1866 ou 1868
  - La Repasseuse, 1869
  - La Bouderie, 1870
  - Portrait d'Emma Dobigny, 1869. Suisse, Coll. Part.
  - Portrait de femme,1876-1880, (selon Henry Loyrette)

- Jean-Baptiste Camille Corot :
  - Paysage avec figures (aussi appelé La toilette), 1859 (incertain)
  - La Petite Fille curieuse, 1860-1864. New York, Métropolitan Museum of Art
  - Rêverie, vers 1860-1865. New York, Métropolitan Museum of Art
  - La Muse, 1865
  - Jeune fille grecque à la fontaine, 1865-1870
  - Velléda, Muse des bois, 1868
  - La liseuse à la jupe de velours, 1868 (incertain)
  - La Fille grecque, 1868-1870. Shelburne, Shelburne Museum, don de l'Electra Havemeyer Webb Fund, Inc.
  - Liseuse dans la campagne, 1870
  - Haydée, 1870-1872
  - L'albanaise, 1872 (incertain)
  - La Dame en bleu, 1874. Paris, musée du Louvre

- Pierre Puvis de Chavannes :
  - Le Ballon, 1870
  - Le Pigeon, 1871, musée d'Orsay
  - L'espoir, aussi appelé L'espérance, 1872, Walters Art Gallery de Baltimore (grande version)
  - L'espoir, aussi appelé L'espérance, 1872, musée d'Orsay (petite version)
  - Le Bois sacré cher aux arts et aux muses (1884)

- Le tableau de Pierre Lagarde
  - L'Idylle, 1860

- Jules Worms :
  - Titres et date inconnu

- Jehan Georges Vibert :
  - Le Départ des mariés, 1873

- Henri Michel-Lévy :
  - La Nourrice (date incertaine)

- Eduardo Leòn Garrido :
  - Guitariste (incertain)
  - Un portrait d'Emma, 1911

## Reconnaissance
- En 2009, une place Emma Dobigny a été inaugurée dans sa ville natale de Montmacq et une exposition lui est consacrée à cette occasion[2].
- Plusieurs de ses portraits sont exposées lors de l'exposition Corot. Le peintre et ses modèles au musée Marmottan Monet à paris du 8 février au 8 juillet 2018[1].